# Гранд-Жорас
Гранд-Жорас (фр. Grandes Jorasses) — вершина в масиві Монблану висотою 4208 м н.р.м., розташована на кордоні Італії і Франції. Північна стіна вершини Гранд-Жорас є однією з найскладніших стін в Альпах.
Вершина являє собою шість піків, що знаходяться в гребені протяжністтю близько 1 км:
- Pointe Walker (4208 м) — названий на честь Гораса Вокера (фр. Horace Walker), який здійснив перше сходження на Гранд-Жорас
- Pointe Whymper (4184 м) — названий на честь англійського альпініста, що першим зійшов на Маттергорн Едварда Уімпера, який здійснив перше сходження на цей другий за висотою пік Гранд-Жорас
- Pointe Croz (4110 м) — названий на честь гіда з Шамоні Мішеля Кро
- Pointe Margherita (4065 м) — названий на честь королеви Маргарити Савойської, дружини короля Італії Умберто I
- Pointe Elena (4045 м) — названий на честь принцеси Єлени Савойської
- Pointe Young (3996 м) — названий на честь британського альпініста, поета, письменника Джеффрі Янга.

Перше сходження на найвищу точку Гранд-Жораса (пік Pointe Walker) було здійснено 30 червня 1868 р. Horace Walker з гідами Melchior Anderegg, Johann Jaun і Julien Grange. Другий за висотою пік Pointe Whymper був вперше підкорений 24 червня 1865 р. першопідкорювачем Маттергорну англійським альпіністом Едвардом Уімпер (Edward Whymper) спільно з Christian Almer, Michel Croz і Franz Biner.

## Північна стіна
Розташована з французького боку північна стіна Гранд-Жораса є однією з шести знаменитих північних стін в Альпах. Вона височіє на висоту більше кілометра над льодовиком Лешо (фр. Leschaux Glacier). Класичний варіант сходження по північній стіні — маршрут Ріккардо Кассіна (Cassin з Esposito і Tizzoni), пройдений в 1938 році і прокладений прямо на Пойнт Вокер.
Взимку північну стіну Гранд-Жорас було вперше пройдена Вальтером Бонатті в 1954 році.

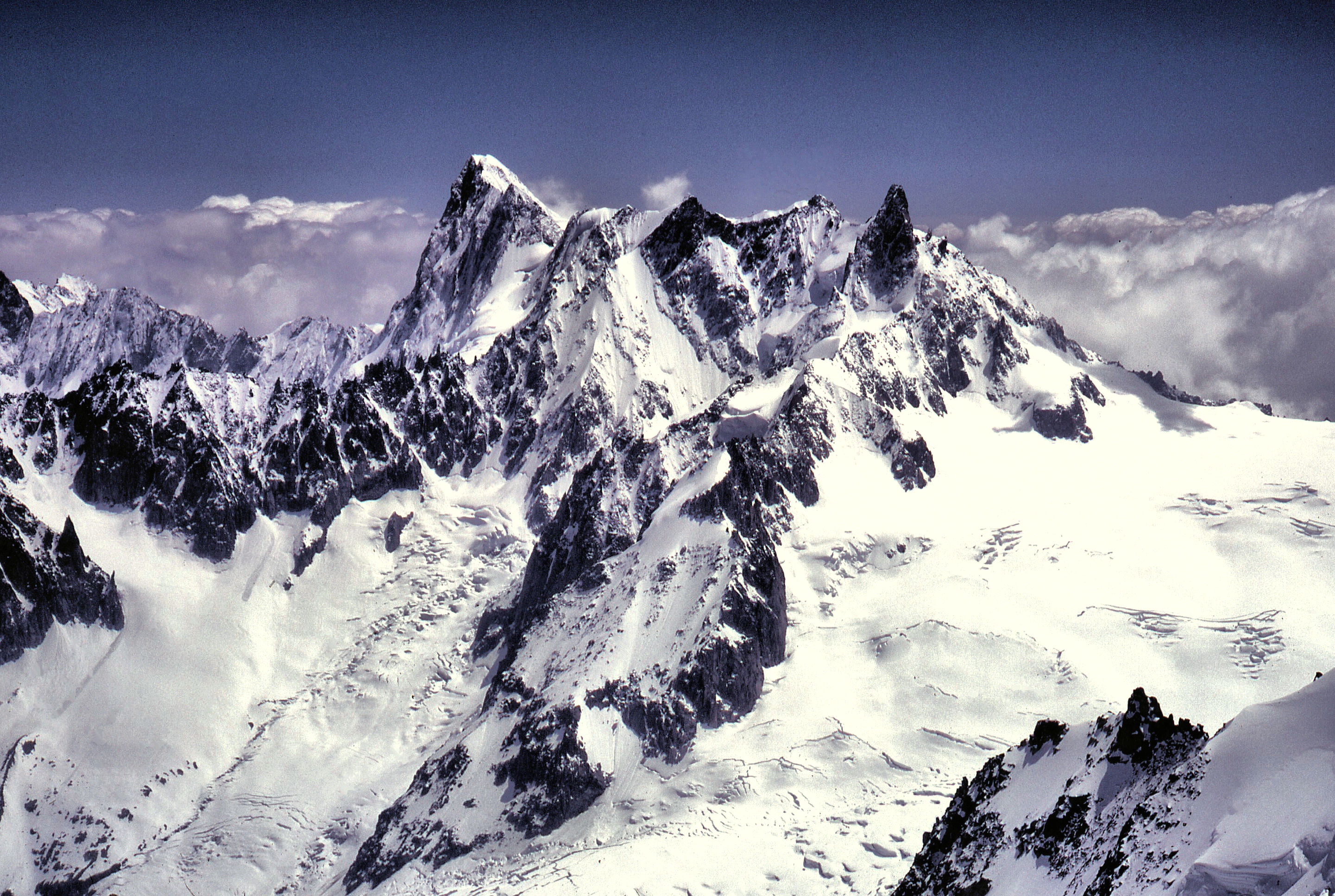
Гранд-Жорас і Гігантський зуб

## Ресурси Інтернету
- Вікісховище має мультимедійні дані за темою: Гранд-Жорас
- Peakware.com [Архівовано 18 грудня 2014 у Wayback Machine.]
- The Grandes Jorasses on SummitPost [Архівовано 7 січня 2009 у Wayback Machine.]